# Pointe Lachenal
Pointe Lachenal es una montaña en el macizo del Mont Blanc de los Alpes franceses. Se encuentra sobre el Glacial du Géant y debajo de la cara este del Mont Blanc du Tacul y frente a la montagna Aiguille du Midi. Esta conocida sección de la cresta tiene cuatro picos que son famosos por la enorme pared de granito limpio y empinado en el lado sureste. Los recorridos populares a gran altitud, como la escalada de la cara norte del Mont Blanc, conducen sobre la cresta del Pointe Lachenal. Esta cumbre fue nombrada en honor del famoso alpinista y guía alpino francés Louis Lachenal (1921-1955), quien murió el 27 de noviembre de 1953 justo debajo de ella en el Glacier du Géant. En el macizo montañoso de Annapurna encontramos un pico con el mismo nombre, Pico Lachenal (7.140 m).